# Dalton City
Dalton City é uma vila localizada no estado americano de Illinois, no Condado de Moultrie.

## Demografia
Segundo o censo americano de 2000, a sua população era de 581 habitantes.
Em 2006, foi estimada uma população de 552, um decréscimo de 29 (-5.0%).

## Geografia
De acordo com o United States Census Bureau tem uma área de
1,6 km², dos quais 1,6 km² cobertos por terra e 0,0 km² cobertos por água. Dalton City localiza-se a aproximadamente 210 m acima do nível do mar.

## Localidades na vizinhança
O diagrama seguinte representa as localidades num raio de 20 km ao redor de Dalton City.